# Політичні погляди Володимира Зеленського

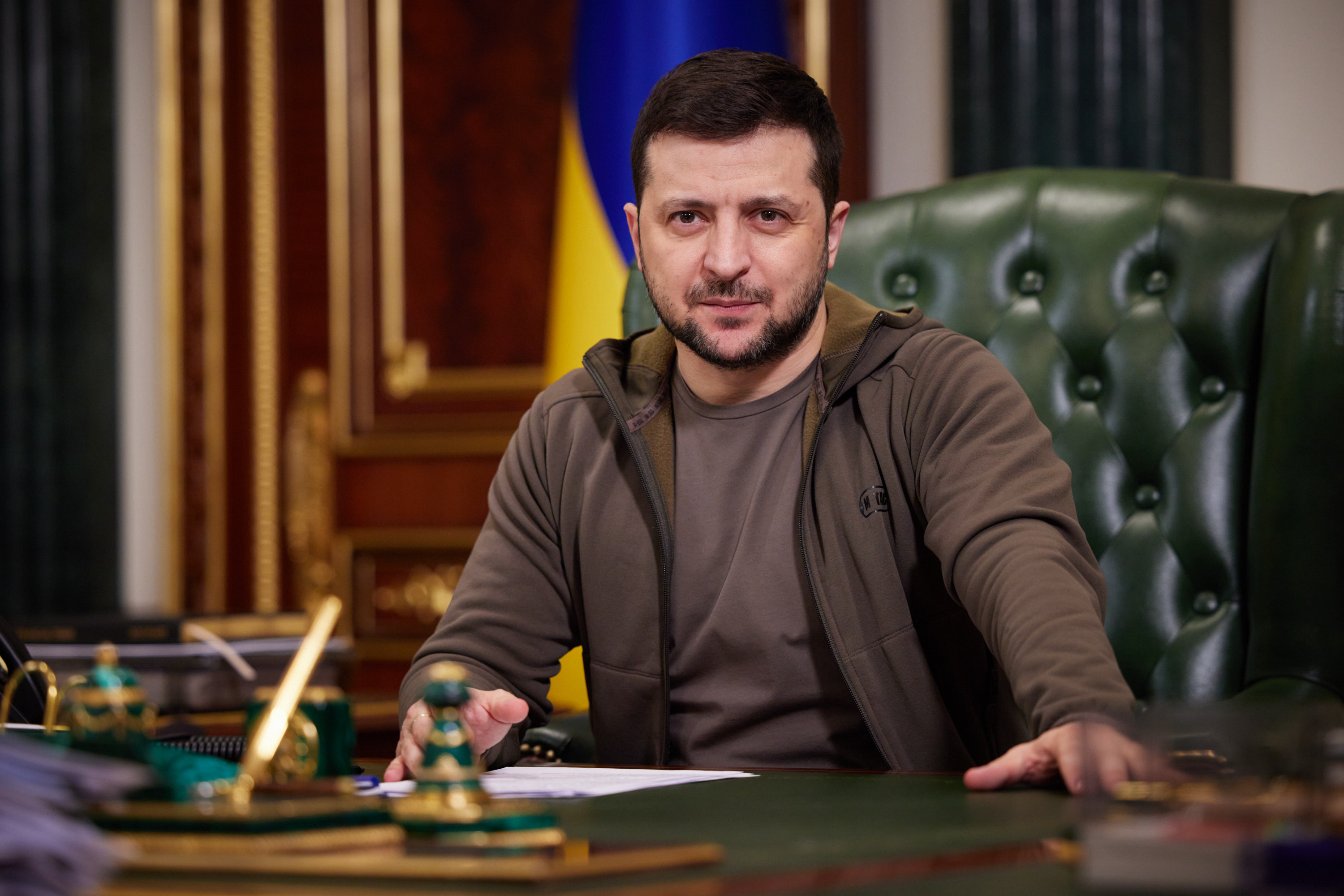
Володимир Зеленський, Київ, 14 березня 2022 року.

Володимир Зеленський, 6-й Президент України з 2019 року, переміг з суттєвою підтримкою на виборах 2019 року. Погляди Зеленського коливалися: їх описували і як проєвроатлантичні (Європейський Союз та НАТО) і як такі, що готові йти на компроміс з Російською Федерацією та її союзниками, як і прогресивістські, так і консервативні.
Український політолог Володимир Фесенко в 2019 році писав, що Зеленський намагається зрозуміти актуальні потреби суспільства і як Президент сформувати «Доктрину Зеленського» засновану на позиціях реформізму у ключових сферах України в мирний період.

## До президентства
Зеленський часто у формі іронії коментував різні політичні події та іронізував з українських політиків протягом 2006—2014 років в рамках його роботи в Студії «Квартал 95».
У серпні 2014 року Зеленський виступив проти наміру Мінкульту створити список осіб з Росії, що створюють загрозу нацбезпеці України. В 2015 році, після виходу серіалу «Слуга народу» (а пізніше — фільму), почалися розмови про те, що Зеленський може бути кандидатом на посаду Президента України. У грудні 2017 року юрист «Студії Квартал 95» Іван Баканов зареєстрував однойменну політичну партію — Слуга народу.
У грудні 2018 року Зеленський заявив, що як президент він спробує припинити російсько-українську війну на Донбасі шляхом переговорів з Росією.

## Під час президентства

### Економічні погляди
З початком президентської кампанії, Зеленський наголошував, що збирається створити комфортні умови для ведення бізнесу в Україні. Виступав за реформу податкової системи і першим пунктом у планах стосовно податкової системи є реформування оподаткування доходу. Сюди входить введення податку на виведений капітал та запровадження «нульової декларації». Команда Зеленського запропонувала реформу оцифровування (проект Дія). Діджиталізація передбачає переведення всіх адміністративних податків в електронну форму, введення електронного чека, запуск електронного кабінету та створення єдиного рахунку для сплати податків.
В перший рік каденції Зеленського 2019—2020 (за прем'єрства Гончарука) економічна політика була більш ліберальною, а в подальшому Президент та політична партія Слуга народу перейшли на позиції соціал-лібералізму.
В 2023 р. Зеленський заявив, що «морально готовий» перевести економіку України на воєнні рейки, якщо бойові дії затягнуться.

### Соціально-політичні погляди

#### Боротьба проти корупції
Перед виборами Президента в 2019 році, Головним пріоритетом Зеленського в разі обрання на посаду президента буде боротьба з корупцією. «Його план на перші сто днів буде зосереджений на антикорупційних заходах», — сказав майбутній генеральний прокурор Рябошапка ввечері в день виборів, пообіцявши оприлюднити цей план перед повторним голосуванням.
В серпні 2023 року запропонував Верховній Раді прирівняти корупцію до державної зради. Тим не менш, в той же період в опитуванні майже 80 % українців назвали Зеленського відповідальним за корупцію у владі.

#### Соціально-гендерні погляди
Зеленський підтримав та підписав Стамбульську конвенцію (міжнародну угоду Ради Європи, яка криміналізує та попереджує насильство проти жінок та дівчат та захищає постраждалих). Згідно цього, Україна застосовуватиме Конвенцію відповідно до цінностей, принципів і норм, визначених Конституцією України, зокрема щодо захисту прав людини та основних свобод, рівності прав і можливостей жінок і чоловіків, формування відповідального материнства й батьківства, підтримки сім'ї та охорони дитинства.

#### Легалізація медичних наркотиків
Зеленський підтримав легалізацію медичного канабісу в Україні. Він сказав: 
«Всі кращі світові практики, рішення, якими б складними або незвичними вони не були, повинні бути застосовані в Україні, щоб всім українським громадянам не довелося терпіти біль, стрес і травми війни». 

#### Права ЛГБТ
Перемога Зеленського порадувала і багатьох представників української ЛГБТ-спільноти. Попри те, що Зеленський не давав конкретних обіцянок протягом своєї передвиборчої кампанії щодо одностатевих шлюбів, його прагнення узаконити ігровий бізнес стимулювало сподівання на подібні ліберальні позиції щодо інших соціальних питань.
Через півтора роки президентства позиція Зеленського щодо ЛГБТ-спільноти та інших соціальних питань залишається незрозумілою. Під час своєї першої великої прес-конференції в жовтні 2019 року він заявив, що всі українці мають право вільно обирати свою мову, релігію та сексуальну орієнтацію. Однак, подальший розвиток подій змусив багатьох поставити під сумнів прогресивність поглядів Зеленського. В серпні 2022 року на петицію про легалізацію одностатеві шлюби, Зеленський подякував «за активну громадянську позицію» тим, хто приєднався до петиції і відповів, що в Конституції України прописано, що шлюб — це «добровільний акт згоди між чоловіком та жінкою», а поки діє військовий стан змінювати Конституцію не можна.

### Погляди на міжнародну політику

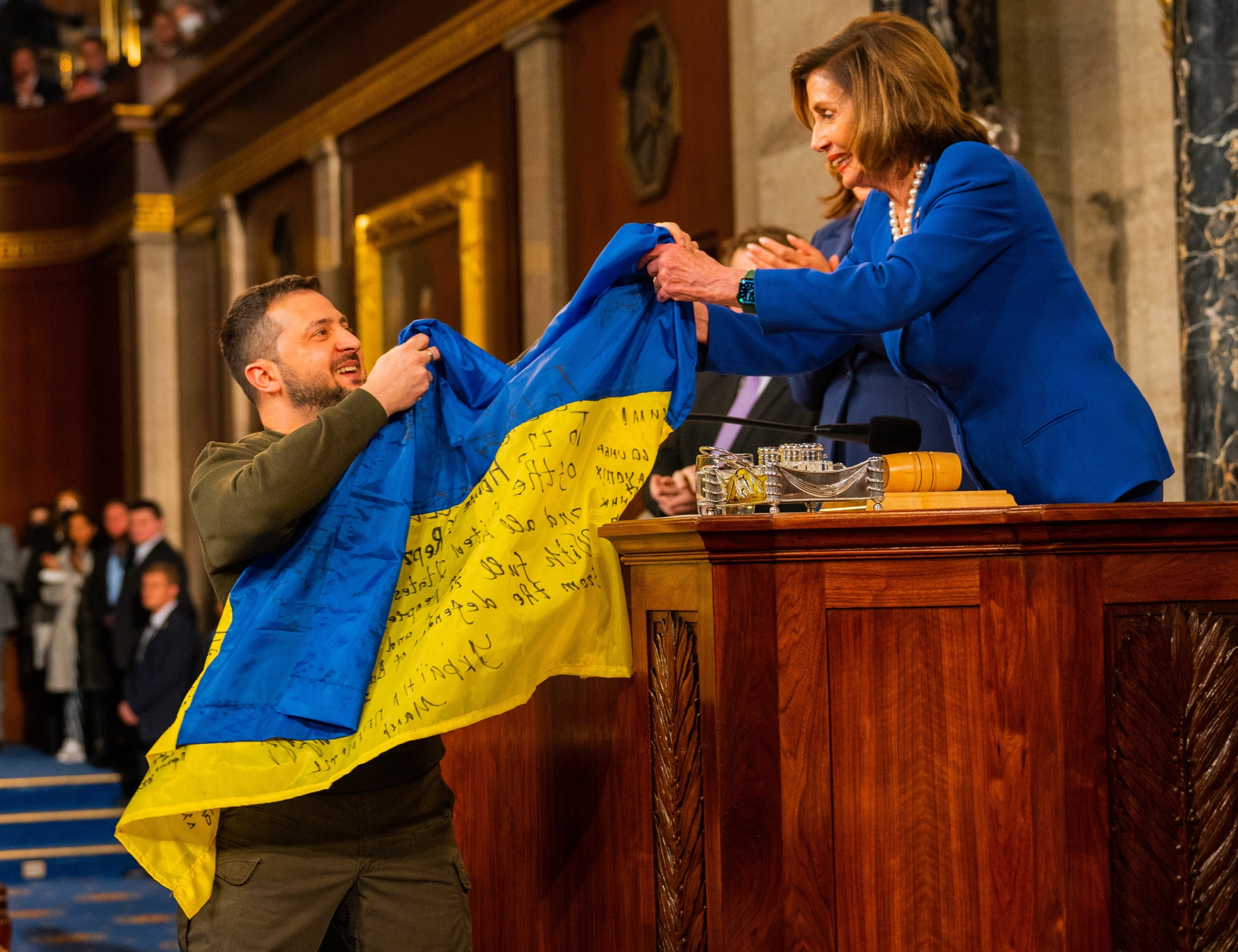
Зеленський під час виступу в Конгресі США, 22 грудня 2022.

#### Євроінтеграція України та НАТО
Зеленський з початку політичної кар'єри був прихильником євроінтеграції. В 2023 році він заявив, що Україна «як член ЄС і НАТО є важливою для майбутнього європейської безпеки».

#### Російська Федерація
В 2019—2020 роках Зеленський вважав, що з РФ можна вести діалог і, тим більше, це єдиний шанс закінчити війну на Донбасі. В 2021 році указом Зеленського були заблоковані українські проросійські канали Віктора Медведчука (проти якого самого були введені санкції), це стало серйозним поштовхом до боротьби з російським впливом в Україні.

#### Війна Росії проти України
На початку вторгнення РФ в 2014 році Зеленський заявив, що нова влада не повинна чіпати російськомовне населення Сходу України.
З початком повномасштабного російського вторгнення в Україну зайняв позицію, спрямовану на захист суверенітету України. За оцінкою численних світових ЗМІ, Зеленський прийняв роль, якої від нього майже ніхто не очікував. За версією журналу «Time», Зеленський став найвпливовішою людиною 2022 року набравши 5 % голосів (понад 3,3 мільйона читачів).
7 березня 2022 року отримав Премію свободи імені Рональда Рейгана за «За його мужню боротьбу з тиранією та за його незламну позицію щодо свободи та демократії». 26 липня 2022 року прем'єр-міністр Великої Британії Борис Джонсон вручив Зеленському премію лідерства імені Черчилля «за неймовірну мужність, опір і гідність перед обличчям варварського вторгнення Путіна». 28 липня 2022 року був нагороджений найвищою нагородою Литви — орденом Вітовта Великого. 8 лютого 2023 року Президент Франції Емманюель Макрон нагородив Зеленського орденом Почесного легіону.

### Цитати про Зеленського
Пітер Теш, колишній посол Австралії в Росії сказав про Зеленського в серпні 2023 року як про лідера на міжнародному рівні:
Він, безумовно, дуже вражаюча постать. Спочатку дехто його не сприймав, але з лютого 2022 року він довів, що є стійким, жорстким і надихаючим лідером, який викликає повагу та підтримку вдома та за кордоном. Він виявив особисту мужність, зокрема побувавши на фронті. Він залишається на зв'язку зі своїм народом і солдатами. Контраст із Путіним — відстороненим мешканцем бункерів і позолочених залів — видно неозброєним оком.
Подивіться на результати голосування в ООН. Хоча я хотів би бачити сильнішу підтримку України, Зеленський явно має перевагу серед громадськості. Путін однозначно є агресором. Ніщо з його слів не заслуговує довіри. Своєю неспровокованою агресією Росія зруйнувала міжнародне право та принизила свій статус, як постійного члена Ради Безпеки ООН, так і архітектора й гаранта системи міжнародної безпеки. Вона показала, що її урочисті гарантії — у Будапештському меморандумі 1994 року — поважати суверенітет, політичну незалежність та існуючі кордони України, були нікчемними. Дивно, але Кремль намагався намалювати свої незаконні дії та насильство в Україні як солідарність із країнами, що розвиваються, проти «неоколоніалізму».